# Four (Billy Swan)
| Recensione              | Giudizio |
| ----------------------- | -------- |
| AllMusic                | [ 2 ]    |
| Robert Christgau        | C        |
| Dizionario del Pop-Rock | [ 4 ]    |

Four è il quarto album discografico di Billy Swan, pubblicato dall'etichetta discografica Monument Records nel 1977.

## Tracce
Lato A
1. Swept Away – 3:20 (Dennis Linde, Billy Swan)
2. Playing the Game of Love – 2:26 (Billy Swan)
3. Pardon Me – 3:51 (Donnie Fritts, Spooner Oldham)
4. Oliver Swan – 3:02 (Jimmy Oliver, Billy Swan)
5. Smoky Places – 4:19 (Abner Spector)

Lato B
1. Don't Kill Our Love – 3:15 (Billy Swan)
2. Not Everyone Knows – 2:49 (Bob Morrison, Billy Swan)
3. Last Call – 2:59 (Billy Swan)
4. California Song (For Marlu) – 6:29 (Billy Swan)
5. Me and My Honey – 3:12 (Marlu Swan, Billy Swan)

## Musicisti
Swept Away
- Billy Swan - voce solista
- Tim Krekel - chitarra
- Jimmy Johnson - chitarra elettrica ritmica
- Lloyd Green - chitarra pedal steel
- Barry Beckett - pianoforte
- Tim Henson - organo
- Harrison Calloway (Muscle Shoals Horns) - strumento a fiato
- Charles Rose (Muscle Shoals Horns) - strumento a fiato
- Ronnie Eades (''Muscle Shoals Horns) - strumento a fiato
- Harvey Thompson (Muscle Shoals Horns) - sassofono solista
- David Hood - basso
- Roger Hawkins - batteria

Playing the Game of Love
- Billy Swan - voce solista, chitarra acustica
- Jimmy Johnson - chitarra elettrica ritmica
- Tim Henson - pianoforte
- Barry Beckett - organo
- Harrison Calloway (Muscle Shoals Horns) - strumento a fiato
- Harvey Thompson (Muscle Shoals Horns) - strumento a fiato
- Charles Rose (Muscle Shoals Horns) - strumento a fiato
- Ronnie Eades (''Muscle Shoals Horns) - strumento a fiato
- David Hood - basso
- Roger Hawkins - batteria
- Sue Richards - accompagnamento vocale, cori
- Jerry Wallace - accompagnamento vocale, cori
- Averal Aldridge - accompagnamento vocale, cori

Pardon Me
- Billy Swan - voce solista
- Tim Krekel - chitarra
- Jimmy Johnson - chitarra elettrica ritmica
- Tim Henson - pianoforte
- Barry Beckett - organo
- Harrison Calloway (Muscle Shoals Horns) - strumento a fiato
- Harvey Thompson (Muscle Shoals Horns) - strumento a fiato, sassofono solista
- Charles Rose (Muscle Shoals Horns) - strumento a fiato
- Ronnie Eades (''Muscle Shoals Horns) - strumento a fiato
- David Hood - basso
- Roger Hawkins - batteria

Oliver Swan
- Billy Swan - voce solista, chitarra acustica, accompagnamento vocale, coro
- Tim Krekel - chitarra, accompagnamento vocale, coro
- Jimmy Johnson - chitarra elettrica ritmica
- Lloyd Green - chitarra pedal steel
- Tim Henson - pianoforte
- Barry Beckett - organo
- Harrison Calloway (Muscle Shoals Horns) - strumento a fiato
- Harvey Thompson (Muscle Shoals Horns) - strumento a fiato
- Charles Rose (Muscle Shoals Horns) - strumento a fiato
- Ronnie Eades (''Muscle Shoals Horns) - strumento a fiato
- David Hood - basso
- Roger Hawkins - batteria

Smoky Places
- Billy Swan - voce solista, chitarra acustica, accompagnamento vocale, cori
- Jimmy Johnson - chitarra elettrica ritmica
- Barry Beckett - pianoforte
- Tim Henson - organo
- Harrison Calloway (Muscle Shoals Horns) - strumento a fiato, tromba solista
- Harvey Thompson (Muscle Shoals Horns) - strumento a fiato
- Charles Rose (Muscle Shoals Horns) - strumento a fiato
- Ronnie Eades (''Muscle Shoals Horns) - strumento a fiato
- David Hood - basso
- Roger Hawkins - batteria
- Dennis Linde - triangolo, accompagnamento vocale, cori
- Jim Oliver - accompagnamento vocale, cori
- Allen Rush - accompagnamento vocale, cori
- Terry Dearmore - accompagnamento vocale, cori
- Patti Leatherwood - accompagnamento vocale, cori

Don't Kill Our Love
- Billy Swan - voce solista
- Pete Carr - chitarra
- Jimmy Johnson - chitarra elettrica ritmica
- Lloyd Green - chitarra pedal steel
- Barry Beckett - pianoforte
- Tim Henson - organo
- Bobby Ogden - moog
- Harrison Calloway (Muscle Shoals Horns) - strumento a fiato
- Harvey Thompson (Muscle Shoals Horns) - strumento a fiato
- Charles Rose (Muscle Shoals Horns) - strumento a fiato
- Ronnie Eades (''Muscle Shoals Horns) - strumento a fiato
- David Hood - basso
- Roger Hawkins - batteria
- Sue Richards - accompagnamento vocale, cori
- Jerry Wallace - accompagnamento vocale, cori
- Averal Leatherwood - accompagnamento vocale, cori

Not Everyone Knows
- Billy Swan - voce solista
- Tim Krekel - chitarra
- Pete Carr - chitarra
- Jimmy Johnson - chitarra elettrica ritmica
- Lloyd Green - chitarra pedal steel
- Barry Beckett - pianoforte
- Tim Henson - organo
- Harrison Calloway (Muscle Shoals Horns) - strumento a fiato
- Harvey Thompson (Muscle Shoals Horns) - strumento a fiato
- Charles Rose (Muscle Shoals Horns) - strumento a fiato
- Ronnie Eades (''Muscle Shoals Horns) - strumento a fiato
- David Hood - basso
- Roger Hawkins - batteria

Last Call
- Billy Swan - voce solista
- Pete Carr - chitarra
- Jimmy Johnson - chitarra elettrica ritmica
- Lloyd Green - chitarra pedal steel
- Barry Beckett - pianoforte, organo, moog
- Tim Henson - organo
- Harrison Calloway (Muscle Shoals Horns) - strumento a fiato
- Harvey Thompson (Muscle Shoals Horns) - strumento a fiato
- Charles Rose (Muscle Shoals Horns) - strumento a fiato
- Ronnie Eades (''Muscle Shoals Horns) - strumento a fiato
- David Hood - basso
- Roger Hawkins - batteria

California Song
- Billy Swan - voce solista
- Tim Henson - pianoforte
- Barry Beckett - organo
- Harrison Calloway (Muscle Shoals Horns) - strumento a fiato
- Harvey Thompson (Muscle Shoals Horns) - strumento a fiato
- Charles Rose (Muscle Shoals Horns) - strumento a fiato
- Ronnie Eades (''Muscle Shoals Horns) - strumento a fiato
- David Hood - basso
- Roger Hawkins - batteria

Me and My Honey
- Billy Swan - voce solista, chitarra acustica
- Pete Carr - chitarra
- Jimmy Johnson - chitarra elettrica ritmica
- Barry Beckett - pianoforte
- Tim Henson - organo
- Harrison Calloway (Muscle Shoals Horns) - strumento a fiato
- Harvey Thompson (Muscle Shoals Horns) - strumento a fiato
- Charles Rose (Muscle Shoals Horns) - strumento a fiato
- Ronnie Eades (''Muscle Shoals Horns) - strumento a fiato
- David Hood - basso
- Roger Hawkins - batteria
- Planet Swan - effetti speciali

Note aggiuntive
- Billy Swan - produttore (per la Monument Records)
- Registrazioni effettuate al Muscle Shoals Sound Studios di Muscle Shoals, Alabama (Stati Uniti)
- Jerry Masters - ingegnere delle registrazioni (Muscle Shoals Sound Studios)
- Gregg Hamm e Steve Melton - assistenti ingegnere delle registrazioni
- Brent Maber - ingegnere del remixaggio (al Creative Workshop di Nashville)
- Nashville Strings (strumenti ad arco) registrati al Creative Workshop di Nashville (Tennessee)
- Brent Maber - ingegnere delle registrazioni (Creative Workshop di Nashville)
- Bergen White - arrangiamento strumenti ad arco
- Bill Barnes e Cheryl Pardue - design album
- Slich Lawson - fotografia
- Ringraziamenti speciali alla Monument Records, Bob Beckham, Chip Young, Johnny Johnson e Marlu Been Swan[6]